# Ovidio Díaz
Ovidio Díaz Vásquez (Macaracas, 26 de febrero de 1919 - 19 de febrero de 2022) fue un empresario, ingeniero y político panameño, varias veces diputado y legislador, y presidente de la Asamblea Nacional de Panamá (1986-1987).

## Biografía

### Primeros años
Su padre fue José Casimiro Díaz, un médico oriundo de Las Tablas y descendiente de los próceres de la Independencia de Panamá de 1821. Quedó huérfano en su adolescencia.
En 1935 obtuvo una beca para optar el título de perito agrónomo en el jardín de Summit, que en ese entonces formaba parte de la Zona del Canal de Panamá y participó en un internado que combinaba la escuela secundaria con agricultura. Posteriormente, trabajó como obrero, calentador de alquitrán y albañil, laborando en diversas obras públicas en el país. Aprovechó cursos nocturnos en la Escuela Artes y Oficios obtendiendo los títulos de agrimensor, topógrafo, maestro de obras y perito mercantil.
A los 25 años ingresó a la Universidad de Panamá para optar la ingeniería, pero debido a que no tenía un bachillerato en ciencias, debió asistir como oyente y pidió permiso a los profesores a que le evaluaran como un alumno regular. En 1952 terminó las materias y las autoridades de la facultad consideraron que debido a sus buenas calificaciones podía obtener el título de ingeniero, siendo uno de los primeros egresados de dicha universidad.
Fue miembro activo del Frente Patriótico de la Juventud, presidente de la Sociedad Pro Macaracas y secretario general de la Federación de Santeños Unidos, que promovía la construcción de obras públicas en la provincia de Los Santos. También presidió la Asociación de Estudiantes Universitarios, fue parte del Concejo General Universitario y de la Junta de Facultad.

### Vida profesional
Siendo ingeniero, fue electo presidente de la Sociedad Panameña de Ingenieros y Arquitectos (SPIA) en 1961 y reelecto en 1962, siendo el primero formado en una universidad panameña. Posteriormente, en 1962 el presidente Roberto Chiari lo nombró director de la Comisión de Caminos, Aeropuertos y Muelles dentro del Ministerio de Obras Públicas, en donde hizo una serie de destituciones y afrontó una crítica gestión, pero luego desarrolló un programa llamado "Ayuda Mutua" en donde el Estado podía ayudar a las comunidades del interior con equipo, materiales y mano de obra, a cambio del pago de los operadores.
Como empresario, manejó varias empresas de insumos de construcción. Fue presidente de la Cámara Panameña de la Construcción (CAPAC) durante dos períodos (1973 y 1974); presidente del Consejo Nacional de la Empresa Privada (CONEP) durante tres períodos; y presidente de la Organización Regional de Cámaras de Construcción de Centro América y el Caribe, durante nueve años. Negoció y firmó la primera convención colectiva entre los empresarios de la construcción y el Suntracs.

### Como político
En 1964 fue electo diputado de la Asamblea Nacional, donde reimplantó la esencia del programa "Ayuda Mutua" y en 1965 creó las "partidas circuitales" que tenían como objetivo "construir obras específicas en todo el país a través de los diputados". A pesar de que la idea no tenía fundamento legal, tuvo gran aceptación en los diputados como una forma de acercarse a sus comunidades y comenzaron a realizarlo en los años subsiguientes. Fue reelecto en 1968, pero con el golpe de Estado del 11 de octubre fue suspendido como diputado.
Posteriormente, fue electo legislador en las elecciones de 1984 y fue escogido presidente de la Asamblea Legislativa para el período 1986-87, donde reintrodujo el concepto de partidas circuitales de manera irrestricta como un vehículo para afianzar el régimen militar de Manuel Antonio Noriega, pero con ello se convirtió en una herramienta clientelista muy criticada que ha subsistido en períodos legislativos siguientes hasta la actualidad.
El 28 de enero de 1985 fue uno de los pasajeros de una avioneta que se accidentó en el golfo de Panamá, entre las islas de Otoque y Taboga. El vuelo viajaba entre Pedasí y la capital panameña, pero con la pericia del piloto logró amerizar sin mayores dificultades y todos los pasajeros fueron rescatados. Como un dato anecdótico, entre las pertenencias del legislador estaba el borrador del presupuesto nacional que sería discutido ese día en la asamblea, pero logró rescatarlo y se convirtió en un tema político del momento.

## Vida personal
Estuvo casado con la maestra Cándida Marina Espino y tuvo como hijo al político Ovidio Díaz Espino, quien fue candidato a diputado en 2014.